# Colophon
Colophon là một chi bọ cánh cứng trong họ Lucanidae.
Các loài này không thể bay, và là loài đặc hữu của Nam Phi, chúng phân bố hạn chế trong các dải núi hoặc đỉnh trong các dải núi ở độ cao 1000–2000 m. Các tiêu bản được các nhà sưu tập bọ cánh cứng đánh giá cao.
Tất cả các loài Colophon đều nằm trong danh sách các loài nguy cấp và loài Colophon primosi là cực kỳ nguy cấp (2006 IUCN Red List of Threatened Species, which was last updated năm 1994).

## Hình ảnh

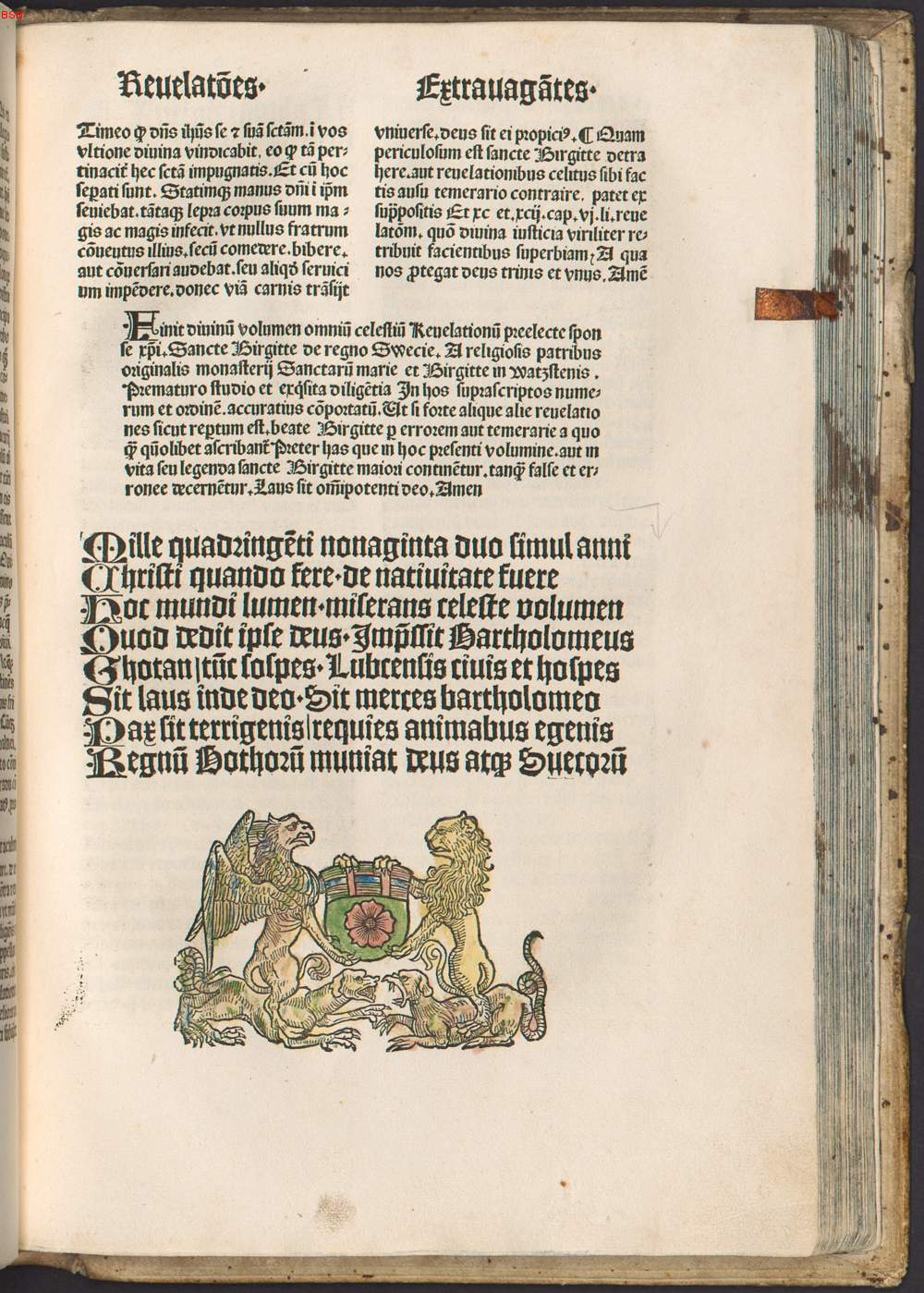
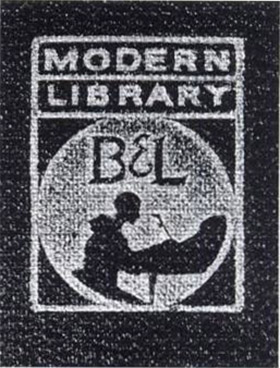
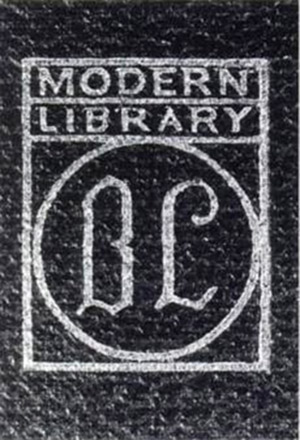
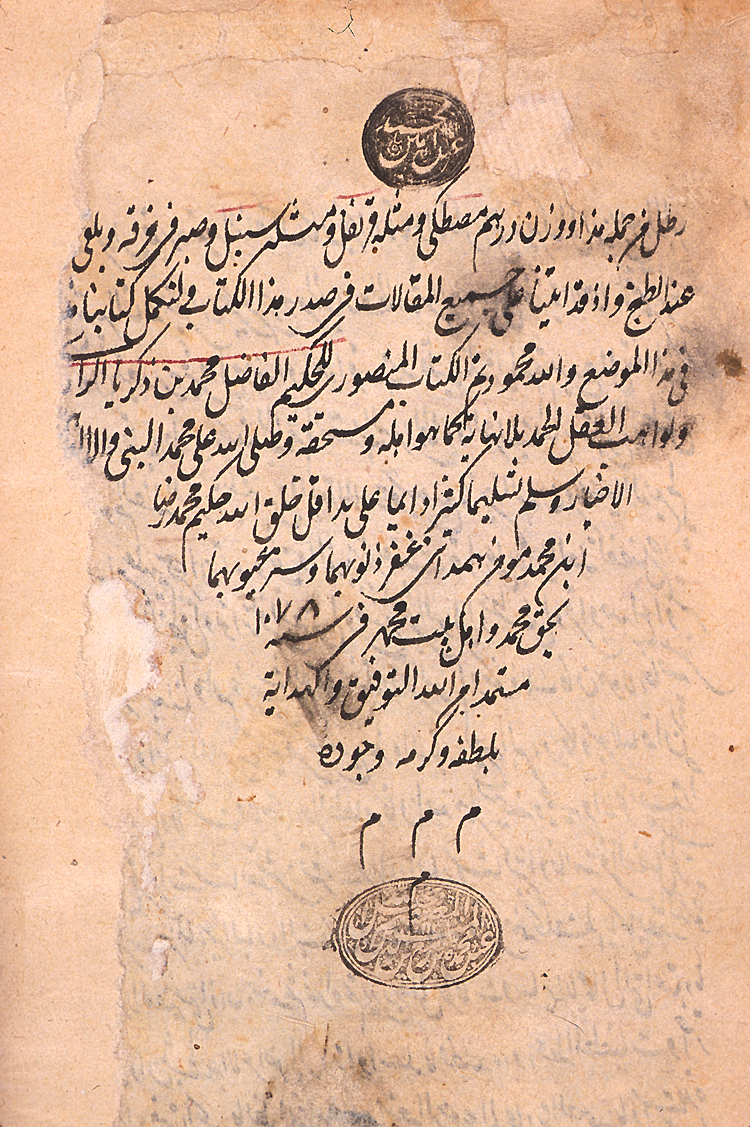